# Ivan Klíma

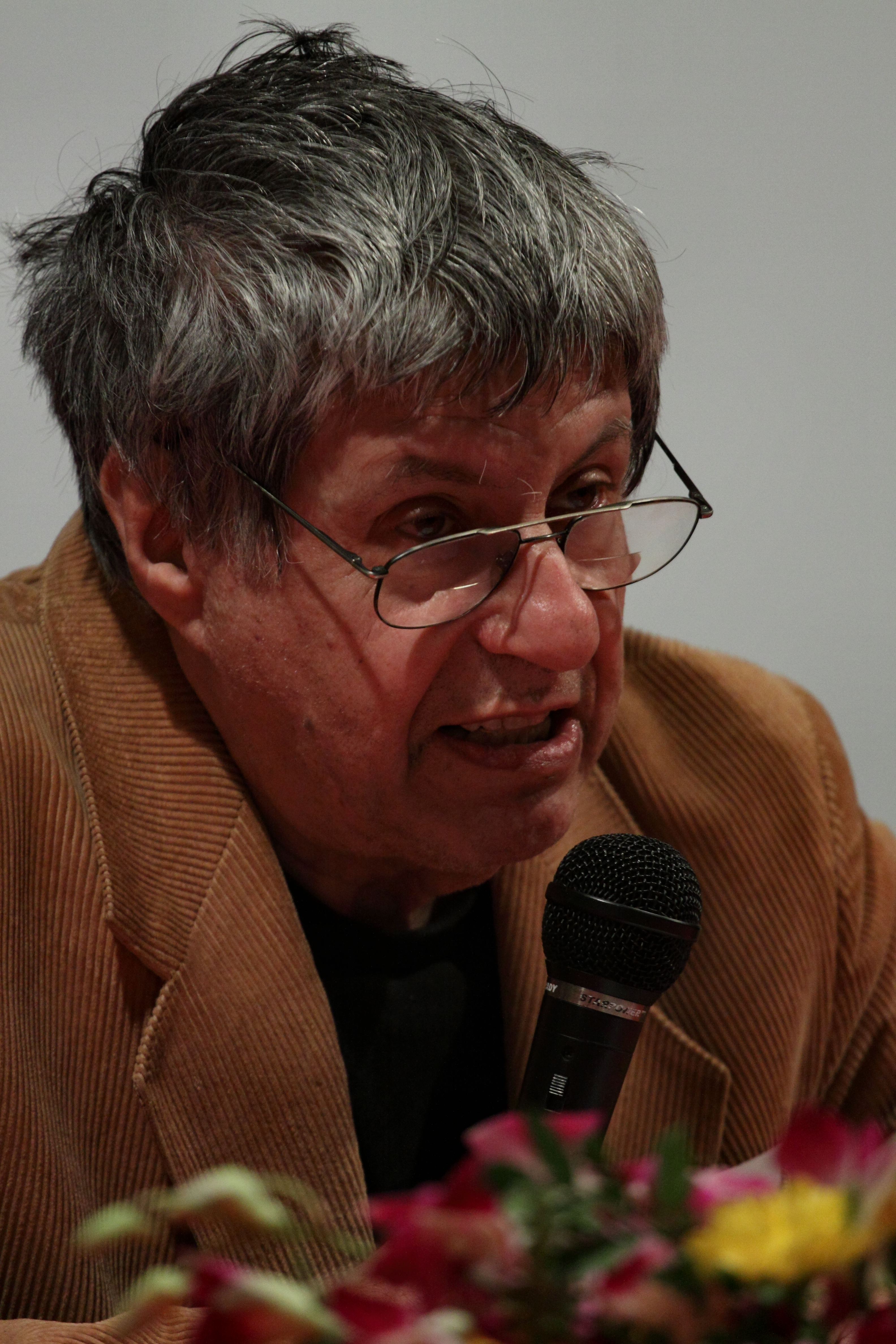
Klíma in 2009

Ivan Klíma, geboren Kauders (Praag, 14 september 1931) is een Tsjechische schrijver van romans, verhalen, toneel, reportages en essays. Zijn werk is vertaald in 29 talen. Hij is van dezelfde generatie als zijn bekendere landgenoot Milan Kundera, met wiens werk bepaalde overeenkomsten bestaan.

## Leven
Klíma groeide op in Praag in het toenmalige Tsjecho-Slowakije. Pas door de nazi-bezetting in 1938, ingevolge het Verdrag van München, kwam hij tot het besef dat zijn gezin Joods was. Met zijn ouders en zijn broer werd hij in november 1941 gedeporteerd naar het concentratiekamp Theresienstadt, waar ze allemaal overleefden tot de bevrijding van het kamp door het Rode Leger in mei 1945.
Het gezin veranderde in 1945 hun Duits klinkende achternaam in "Klíma" (klimaat) en Ivan werd lid van de Tsjechoslowaakse Communistische Partij. Hij studeerde letterkunde, ging in 1956 aan de slag bij een grote uitgeverij en schreef voor diverse kranten. Hij begon in de jaren 60 proza en toneel te schrijven en werd een bekend literair figuur. Omdat het regime meer en meer totalitair werd – onder meer zijn vader verdween in de gevangenis – nam hij ontslag uit de partij. Na het onderdrukken van de Praagse Lente in 1968 kon Klíma naar de Universiteit van Michigan voor een gastdocentschap. Tegen het advies van zijn westerse vrienden in, keerde hij daarna terug naar Praag. Hoewel het publiceren in eigen land hem tot de Fluwelen Revolutie van 1989 onmogelijk werd gemaakt, gedoogde het regime min of meer dat zijn werk het licht zag via de clandestiene pers (samizdat) of in buitenlandse vertaling.

## Onderscheidingen
In 2002 ontving Klíma de Franz Kafka-prijs voor zijn biografie van Karel Čapek. Zijn autobiografie werd in 2010 onderscheiden met de Magnesia Litera.

## Publicaties
- Bezvadný den, 1960 – verhalen
- Mezi třemi hranicemi, 1960 – reportage uit Slowakije
- Karel Čapek, 1962 – biografisch essay over Karel Čapek
- Hodina ticha, 1963 – roman
- Milenci na jednu noc, 1964
- Zámek, 1964 – toneel
- Návštěva u nesmrtelné tetky, 1965 – reportage
- Mistr, 1967 – toneel
- Cukrárna Miriam, 1968 – toneel
- Ženich pro Marcelu, 1968 – toneel (Een bruidegom voor Marcella, vert. Hans Krijt, ca. 1970)
- Porota, 1968 – toneel
- Klára a dva páni, 1968 (Klara en haar twee heren in Eiland van de dode koningen, vert. Kees Mercks, 1994)
- Loď jménem naděje, 1969
- Milenci na jeden den, 1970 – verhalen (Minnaars voor één dag – zie De huwelijksreis, vert. Irma Pieper, 2008))
- Milostné léto, 1973 – roman (Zomerliefde, vert. Kees Mercks, 1987)
- Amerika, 1974 – toneel naar de roman van Franz Kafka, geschreven met Pavel Kohout
- Soudce z milosti, 1986 (clandestien in 1976 onder de titel Stojí, stojí šibenička) (Rechter tussen twee vuren, vert. Irma Pieper, 2024)
- Má veselá jitra, 1979 (Praagse ochtenden, vert. Kees Mercks, 1990)
- Už se blíží meče. Eseje, fejetony, rozhovory, 1983 – verzamelbundel
- Moje první lásky, 1985 (De verliefde koorddanser, vert. Irma Pieper, 1998)
- Láska a smetí, 1987 – roman (Liefde en straatvuil, vert. Kees Mercks, 1992)
- Má zlatá řemesla, 1990
- Čekání na tmu, čekání na světlo, 1993 – roman (Wachten op het donker, wachten op het licht, vert. Irma Pieper, 1996)
- Eiland van de dode koningen, vert. Kees Mercks, 1994 – verzamelbundel met 'De wasmachine', 'De melaatsen', 'Klara en haar twee heren'...
- "Geen heel gewone jeugd", Nieuw Wereldtijdschrift, 1995, nr. 2, p. 4-13
- Poslední stupeň důvernosti, 1996 – roman (De ultieme intimiteit)
- Jak daleko i slunce, 1999
- Ani svatí, ani andělé, 1999 – roman (Geen heiligen, geen engelen, vert. Irma Pieper, 2005)
- Jak přežít blahobyt, 2001
- Velký věk chce mít též velké mordy, 2001 – biografie van Karel Čapek
- Moje šílené století, 2009 – autobiografie

## Voetnoten
1. ↑  'Dissidenten moeten niet huilen, maar blij zijn', de Volkskrant, 22 oktober 1999. Gearchiveerd op 22 maart 2020.

- Bibsys: 90089197
- Biblioteca Nacional de España: XX1039184
- Bibliothèque nationale de France: cb122170491 (data)
- CiNii: DA05005045
- Gemeinsame Normdatei: 11897954X
- International Standard Name Identifier: 0000 0001 2095 8759
- Library of Congress Control Number: n85021140
- Nationale Bibliotheek van Letland: 000027930
- Bibliotheek van het Japanse parlement: 00680882
- Nationale Bibliotheek van Tsjechië: jk01060513
- Nationale Bibliotheek van Israël: 987007263867105171
- Nationale en Universitaire bibliotheek Zagreb: 000000568
- Nederlandse Thesaurus van Auteursnamen: 07072329X
- Réseau des bibliothèques de Suisse occidentale: 02-A003459601
- LIBRIS: 218407
- Système universitaire de documentation: 030834155
- Virtual International Authority File: 32047415
- WorldCat: E39PBJf4dbcRWtHVpHc9qX6qcP